# 제13회 서울독립영화제
제13회 서울독립영화제는 1987년 10월 30일에 열린 시상식이다.

## 수상 및 후보

### 코닥상
- 여름 사탕 - 김정윤 수상
- 사각의 세계 - 박종현 수상

### 기획상
- 사각의 세계 - 박종현 수상

### 촬영상
- 저 먼 동화의 나라로 - 김남영 수상

### 편집상
- 시련의 노래 - 송수근 수상

### 조명상
- 잃어버린 나 - 윤승용 수상

### 녹음상
- 어느 하루 - 유승규 수상